# 앤서니 키디스
앤서니 키디스(Anthony Kiedis, 1962년 11월 1일 ~ )는 미국의 가수이자 배우로, 레드 핫 칠리 페퍼스의 일원이다.